# Наш последний час
«Наш последний час» (англ. Our Final Hour; полное название — «Наш последний час. Будет ли XXI век последним для человечества?», Our Final Hour: A Scientist's Warning: How Terror, Error, and Environmental Disaster Threaten Humankind's Future In This Century—On Earth and Beyond) — научно-популярная книга британского астронома Мартина Риса, опубликованная в 2003 году.

## Основные идеи
В этой книге, разделенной на 14 глав, к которым добавлен раздел заключительных примечаний, Мартин Рис с научной точки зрения рассматривает ряд аргументов, касающихся возможности вымирания человечества, да и всего живого на планете Земля, в XXI веке.
Все аргументы представлены строго научным методом и подтверждаются реальными выводами, касающимися различных социальных, политических, военных и промышленных форм поведения человека, таких как войны, терроризм, научно-технические эксперименты и тд. Автор также принимает во внимание гипотезы, связанные с разрушительными стихийными бедствиями, таких как извержения вулканов или столкновения с астероидами.
Всё выше сказанное рассматривается с эволюционными и историческими соображениями, сопровождается анализом текущей ситуации, а также возможных будущих поведенческих эволюций, связанных с развитием технологий в биологии, ядерной физики, робототехники, информационных технологий, космической деятельности и тд.
Таким образом, предполагаются все наиболее вероятные ситуации и связанные с ними возможные осложнения с несколькими переменными, всегда с теоретическим и научным анализом и гипотезами.
Наконец, принимается во внимание возможность того, что непрерывность жизни может быть гарантирована космическими путешествиями и колонизацией других планет, в том числе с помощью самовоспроизводящихся роботов, которые могут создавать благоприятные условия для выживания во враждебных и неподходящих средах.

## Содержание

### II — Технологические вызовы
Наука XXI века может изменить людей, а не только их образ жизни. Сверхразумная машина может оказаться последним изобретением, сделанным человеком.

### III — Часы Апокалипсиса — Выжить так долго было чистой удачей?
Холодная война подвергла нас большему риску, чем хотелось бы большинству из нас. Опасность ядерной катастрофы по-прежнему нависает над нами, но ущерб, который может принести новая наука, ещё более серьезен.

### IV — Опасности нового тысячелетия — Террор и заблуждение
В течение двадцати лет биотерроризм или биологическая ошибка могут убить миллион человек. Что предвещает эта перспектива на ближайшие десятилетия?

### V — Как защитить себя
Сколько технически талантливых людей могут угрожать всему человеческому обществу?

### VI — Замедлить науку?
Наука двадцать первого века открывает блестящие перспективы, но у ней есть и темная сторона. Этические ограничения на исследования или отказ от потенциально опасных технологий трудно принять и ещё труднее реализовать.

### VII — Стихийные бедствия — Столкновения с астероидами
Риск столкновения крупных астероидов выше, чем риск авиакатастроф, но растущие антропогенные опасности вызывают гораздо большее беспокойство, чем любое стихийное бедствие.

### VIII — Антропогенные угрозы Земле
Изменения окружающей среды, вызванные деятельностью человека, все ещё плохо изученные, могут вызвать более серьёзные риски, чем стихийные бедствия, представленные землетрясениями, извержениями вулканов и удары астероидов.

### IX — Экстремальные риски — Ставка Паскаля
Нетрудно представить, что некоторые эксперименты могут поставить под угрозу всю планету. Насколько близким к нулю должен быть заявленный риск, чтобы такие эксперименты были санкционированы?

### X — Философы апокалипсиса
Может ли наука предсказать, сочтены ли годы человечества?

### XI — Конец науки
Возможно, что некоторые Эйнштейны будущего превзойдут нынешние теории времени, пространства и микромира. Но целостные науки о жизни и сложности представляют тайны, которые человеческий разум никогда не сможет полностью постичь.

### XII — Имеет ли наша судьба космическое значение?
Неблагоприятных факторов, влияющих на появление (и выживание) сложной жизни, может быть так много, что Земля является единственным домом сознательного разума во всей нашей Галактике. В таком случае наша судьба имела бы поистине космическое значение.

### XIII — За пределами Земли
Если зонды и роботы распространятся по Солнечной системе, последуют ли за ними люди? Внеземные человеческие сообщества, если они когда-либо будут существовать, будут основаны пионерами-индивидуалистами, готовыми пойти на любой риск. Путешествие за пределы Солнечной системы — гораздо более отдаленная, постчеловеческая перспектива.